# Deutsche Nordische Skimeisterschaften 1950
Die Deutschen Nordischen Skimeisterschaften 1950 fanden vom 17. bis zum 19. Februar im bayerischen Reit im Winkl sowie am 26. Februar in Oberstdorf statt. Die Sprungdurchgänge wurden auf der Franz-Haslberger-Schanze abgehalten. Bei den zweiten Nachkriegsmeisterschaften gab es noch keine Wettbewerbe der Frauen. Der erfolgreichste Skiverband der Meisterschaften war der bayerische mit vier Titeln sowie weiteren Medaillen.

## Skilanglauf

### 18km
| Platz | Name             | Verein            | Zeit (h) |
| ----- | ---------------- | ----------------- | -------- |
| 01    | Heinz Hauser     | SK Altenau        | 1:19:11  |
| 02    | Günther Meergans | 1860 München      | 1:20:21  |
| 03    | Ludwig Gehring   | SV Hindelang      | 1:20:47  |
| 04    | Hans Speicher    | WSV Reit im Winkl | 1:22:16  |
| 05    | Karl Vogel       | WSV Reit im Winkl | 1:22:30  |

Datum: Freitag, 17. Februar 1950

Der Auftaktwettbewerb der Skimeisterschaften brachte mit Heinz Hauser einen Überraschungssieger hervor. Der aus dem Harz stammende Athlet ist als Kombinierer normalerweise nicht auf den Skilanglauf spezialisiert gewesen. Des Weiteren kam das Ausscheiden Toni Rupps unerwartet, doch musste dieser das Rennen aufgrund von Magenkrämpfen nach 10,5 km beenden. Dies wurde auch als Zeichen für eine besonders schwierige Strecke, der sich 125 Teilnehmer stellten, interpretiert. In der Klasse II holte sich Georg Fürst den Meistertitel. Der in der Gästeklasse gewertete Innsbrucker Karl Rafraider zeigte mit 1:18:58 h die Tagesbestleistung.

### 35km
| Platz | Name               | Verein       | Zeit (h) |
| ----- | ------------------ | ------------ | -------- |
| 01    | Juku Pent          | SC Sonthofen | 1:43:09  |
| 02    | Toni Rupp          | SC Sonthofen | 1:43:12  |
| 03    | Hermann Lochbihler | SC Sonthofen | 1:43:49  |
| 04    | Egon Schneider     | SC Wangen    | 1:54:21  |
| 05    | Theo Bergthold     | SC Sonthofen | 1:55:38  |

Datum: Sonntag, 26. Februar 1950

Die Entscheidung im Skimarathon fiel erst ganz zum Schluss. Der in Sonthofen lebende Este Juku Pent setzte sich mit drei Sekunden Vorsprung auf den Altmeister Toni Rupp durch.

### Verbandsstaffel
| Platz | Namen                                                          | Verband             | Zeit (h) |
| ----- | -------------------------------------------------------------- | ------------------- | -------- |
| 01    | Günther Meergans Juku Pent Ludwig Gehring Toni Rupp            | BSV I (Bayern)      | 2:40:57  |
| 02    | Karl Vogel Hans Speicher Albert Mohr Hubert Egger              | BSV II (Bayern)     | 2:46:15  |
| 03    | Oskar Burgbacher Gottlob Diemand Robert Grieshaber Albert Hitz | SVS I (Schwarzwald) | 2:47:20  |

Datum: Sonntag, 19. Februar 1950

Am letzten Tag der Meisterschaften stand die 4 × 10-km-Verbandsstaffel auf dem Programm, welche in der deutschen Konkurrenz vom BSV dominiert wurde. In der Flachlandklasse siegte das Team Niedersachsen I um Heinz Hauser, Jürgen Schmidt sowie Wilhelm und Karl Ehrenberg (2:51:27 h). Bestzeit des Tages lief das außer Konkurrenz startende Team Tirol mit Sepp Schneeberger, Lois Unterrainer, Hias Noischl und Karl Rafraider (2:37:54 h).

## Nordische Kombination
| Platz | Name                | Ort               | Gesamtpunkte |
| ----- | ------------------- | ----------------- | ------------ |
| 01    | Günther Meergans    | 1860 München      | 452,6        |
| 02    | Heinz Hauser        | SK Altenau        | 445,9        |
| 03    | Anderl Hechenberger | WSV Oberaudorf    | 419,3        |
| 04    | Erich Windisch      | SC Partenkirchen  | 413,1        |
| 05    | Karl Vogel          | WSV Reit im Winkl | 410,8        |
| 06    | Hans Speicher       | WSV Reit im Winkl | 408,4        |
| 07    | Reinhold Karg       | SV Hindelang      | 396,0        |
| 08    | Georg Fürst         | Eisenstein        | 394,5        |
| 09    | Georg Späth         | SC Oberstdorf     | 394,1        |
| 10    | Georgen Zeitler     | SC Bischofsgrün   | 388,7        |

Datum: Samstag, 18. Februar 1950

Günther Meergans verteidigte im Reiter-Skistadion vor etwa 5.000 Zuschauern erfolgreich seinen Titel in der Nordischen Kombination und gewann somit bereits zum vierten Mal den prestigeträchtigen „Goldenen Ski“ des deutschen Skiverbands. Nachdem Meergans nach dem Langlauf noch hinter Hauser gelegen war, gaben die größeren Weiten den Ausschlag. Meergans sprang mit 51, 50 und 52 Meter weiter als Hauser (44, 47 und 48 Meter). Im Anschluss an das Rennen sagte Meergans: „Diese Meisterschaft wollte ich nch erringen, nun trete ich ab, denn ich bin 34 Jahre alt und habe meine Mission mit vier Titeln in der Nordischen Kombination erfüllt. Ich habe den jungen, talentierten Nachwuchs herangeführt, nun will ich ihm nicht mehr im Wege stehen, sondern ihn soweit weiter fördern, dass er auch international bestehen kann.“

## Skispringen
| Platz | Name           | Verein        | Weite 1 | Weite 2 | Punkte |
| ----- | -------------- | ------------- | ------- | ------- | ------ |
| 01    | Sepp Weiler    | SC Oberstdorf | 59,0 m  | 61,0 m  | 227,9  |
| 02    | Ewald Roscher  | SC Füssen     | 56,0 m  | 58,0 m  | 220,9  |
| 03    | Toni Brutscher | SC Oberstdorf | 60,0 m  | 59,0 m  | 219,1  |
| 04    | Heini Klopfer  | SC Oberstdorf | 57,0 m  | 59,0 m  | 213,6  |

Datum: Sonntag, 19. Februar 1950

Vor 15.000 bis 20.000 Zuschauern kämpften 60 Skispringer um den deutschen Meistertitel. Mit dem weitesten Sprung auf 61 Meter sicherte sich Sepp Weiler seine erste Meisterschaft vor Ewald Roscher.

## Zeitungsartikel
- Heinz Hauser neuer deutscher Langlaufmeister. In: Mittelbayerische Zeitung, Ausgabe Nr. 20 vom Montag, dem 20. Februar 1950.
- Sepp Weiler Deutschlands bester Skispringer. In: Passauer Neue Presse, Ausgabe Nr. 21 vom Dienstag, dem 21. Februar 1950.
- Günter Meergans (1860) wieder Deutscher Skimeister. In: PNP, Ausgabe Nr. 21 vom Dienstag, dem 21. Februar 1950.
- Bayerwald-Skigarde ganz groß bei den „Deutschen“. In: PNP, Ausgabe Nr. 21 vom Dienstag, dem 21. Februar 1950.
- Günther Meergans zum vierten Mal Deutscher Skimeister, In: Südkurier, Ausgabe Nr. 22 vom 21. Februar 1950, Seite 3.  Abrufbar unter: digital.blb-karlsruhe.de.
- Die deutschen Skimeister. In: Der Bund, Ausgabe Nr. 90 vom Donnerstag, dem 23. Februar 1950.
- Juku Pent (Sonthofen) Langlaufmeister. In: PNP, Ausgabe Nr. 24 vom Dienstag, dem 28. Februar 1950.
- Deutsche Langlaufmeisterschaft. In: Das Volk, Ausgabe Nr. 25 vom 28. Februar 1950, Seite 3.  Abrufbar unter: digital.blb-karlsruhe.de.
- Deutsche Skimeister nun komplett. In: PNP, Ausgabe Nr. 25 vom Donnerstag, dem 2. März 1950.